# Треугольник трёх внешних биссектрис

Треуго́льник трёх вне́шних биссектри́с

Эллипс Мандарта

Треуго́льник трёх вне́шних биссектри́с (треуго́льник це́нтров вневпи́санных окру́жностей) {\displaystyle \Delta J_{A}J_{B}J_{C}}— треугольник, образованный точками пересечения внешних биссектрис друг с другом в центрах вневписанных окружностей исходного треугольника. (см. рис.)

## Свойства
- Центр окружности, проходящей через центры {\displaystyle J_{A},J_{B},J_{C}} вневписанных окружностей, является точкой Бевэна.
- Исходный треугольник {\displaystyle \Delta ABC} является ортотреугольником для треугольника внешних биссектрис.
- Описанная окружность исходного треугольника является для треугольника внешних биссектрис окружностью Эйлера.
- Описанная окружность исходного неравнобедренного (в общем случае) треугольника пересекает стороны треугольника внешних биссектрис в шести разных точках. Три из них являются вершинами исходного треугольника, а три других делят стороны треугольника внешних биссектрис пополам (см. свойства окружности Эйлера).
- Точка пересечения симедиан треугольника трёх внешних биссектрис является центром эллипса Мандара исходного опорного треугольника.

Ось внешних биссектрис или антиортовая ось (antiorthic axis) — трилинейная поляра центра вписанной окружности (инцентра) треугольника ABC)

- Все три основания D, E и F трех внешних биссектрис соответственно AD, CE и BF внешних углов ортотреугольника {\displaystyle ABC} для треугольника трёх внешних биссектрис {\displaystyle J_{1},J_{2},J_{3}} лежат на одной прямой, называемой осью внешних биссектрис или антиортовой осью DEF (antiorthic axis) ортотреугольника {\displaystyle ABC} (см. рис.). Эта ось также является трилинейной полярой центра вписанной окружности (инцентра).

### Свойства подобия родственных треугольников
- Исходный треугольник {\displaystyle \Delta ABC} по отношению к ортотреугольнику является треугольником трех внешних биссектрис[1].
- Ортотреугольник треугольника трех внешних биссектрис, а также  треугольник трех внешних биссектрис ортотреугольника совпадают между собой и совпадают с исходным треугольником.
- Ортотреугольник и тангенциальный треугольник подобны[2].
- Ортотреугольник ортотреугольника и исходный треугольник подобны.
- Треугольник трёх внешних биссектрис треугольника трех внешних биссектрис и исходный треугольник подобны.
- Ортотреугольник треугольника Жергонна и исходный треугольник подобны.
- Выше указанные свойства подобия родственных треугольников являются следствием ниже перечисленных свойств параллельности (антипараллельности) сторон родственных треугольников.

### Свойства параллельности (антипараллельности) сторон родственных треугольников
- Стороны данного остроугольного треугольника антипараллельны соответствующим сторонам ортотреугольника, против которых они лежат.
- Стороны тангенциального треугольника антипараллельны соответствующим противоположным сторонам данного треугольника (по свойству антипараллельности касательных к окружности).
- Стороны тангенциального треугольника параллельны соответствующим сторонам ортотреугольника.
- Пусть, точки касания вписанной в данный треугольник окружности соединены отрезками, тогда получится треугольник Жергонна, и в полученном треугольнике проведены высоты. В этом случае прямые, соединяющие основания этих высот, параллельны сторонам исходного треугольника. Следовательно ортотреугольник треугольника Жергонна и исходный треугольник подобны.